# The Tonight Show
«Вечірнє шоу» (англ. The Tonight Show) — американське вечірнє розважальне ток-шоу, яке виходить на екрани з 1954 року. Є найбільш довгоживучою регулярною телевізійною розважальною програмою США, як продовжує виходити в ефір, а також третьою за терміном існування передачею NBC слідом за щотижневою інформаційною передачею Meet the Press (виходить з 1947 року) і ранковою програмою новин Today (виходить з 1952 року). Програма також є найстаршим в історії телебачення ток-шоу.
Протягом історії назва програми зазнавала змін, спочатку вона вийшла в ефір під заголовком Tonight. З 1962 року назва змінилася на The Tonight Show, під яким її протягом 30 років вів Джонні Карсон. В останні десятиліття до заголовку стали додавати ім'я поточного ведучого, в даний час воно називається The Tonight Show starring Jimmy Fallon.
- Стів Ален (1954-57)
- Джек Паар (1957-62)
- Джонні Карсон (1962-92)
- Джей Лено (1992—2009, 2010-14)
- Конан О'Браєн (2009-10)
- Джиммі Феллон (2014-дотепер)

Довше за всіх ведучим шоу був Джонні Карсон — з 1 жовтня 1962 року по 22 травня 1992 року, найбільше число випусків провів Джей Лено — 4610.

## Трансляція в Україні
Шоу проходив на телеканалі 1+1, 2+2, ПлюсПлюс, ТЕТ, Новий канал та ICTV з українським субтитром.